# Didymocarpus pedicellatus
Didymocarpus pedicellatus är en tvåhjärtbladig växtart som beskrevs av R. Brown. Didymocarpus pedicellatus ingår i släktet Didymocarpus och familjen Gesneriaceae. Inga underarter finns listade i Catalogue of Life.